# Busola

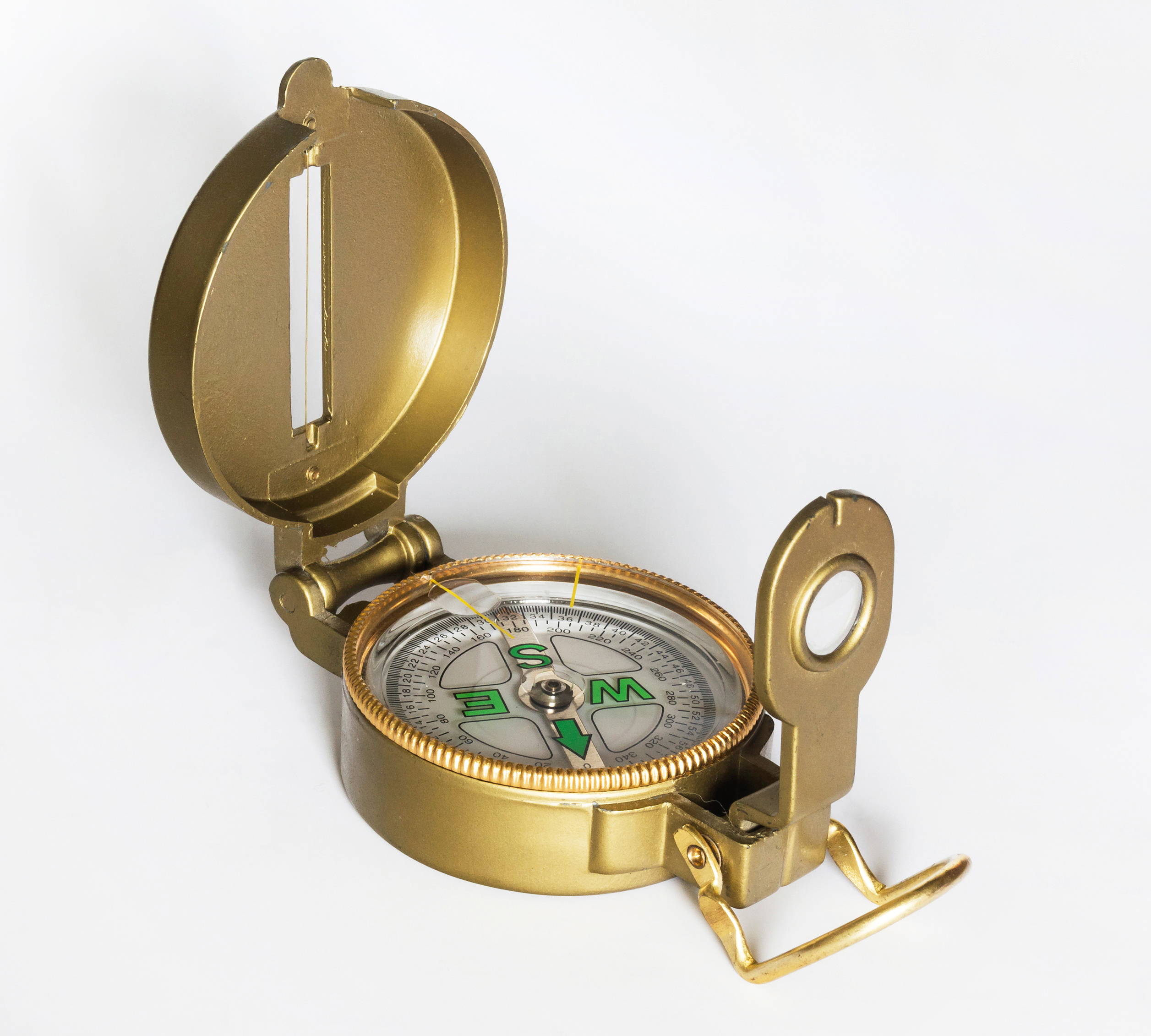
Busola z celownikiem

Busola magnetyczna – urządzenie nawigacyjne służące do wyznaczania kierunku bieguna magnetycznego. Busola, podobnie jak kompas, jest wyposażona w igłę magnetyczną.

## Historia
W XIII wieku włoscy marynarze zastąpili pływającą „igłę” nowym urządzeniem, którym było pudełko z twardego drewna bukszpanu z zamkniętą wewnątrz igłą. Bukszpan po łacinie to buxus, stąd też pochodzi nazwa busoli. Nieco później pod igłą na dnie pudełka umieszczono podziałkę w rumbach, później w stopniach. Pozwoliło to nie tylko wyznaczać kierunek północny, ale także i kierunki pośrednie. Taki przyrząd nazwano kompasem (od włoskiego compaso „podziałka”).
W 1902 r. udoskonalony typ busoli skonstruował i opatentował Jan Bezard (właśc. Johann Ritter von Bezard) ur. w 1871 r. w Przyborowie w Galicji, pułkownik armii austriackiej. Do typowej busoli dawnego typu dodał skalę oznaczoną w stopniach, ruchome lusterko i przeziernik. Od 1911 roku busole Bezarda były na wyposażeniu większości armii świata. Największą na świecie kolekcję busol posiada Fundacja im. Tadeusza Kościuszki w Krakowie.

## Busola a kompas
W topografii przyjęto rozumieć kompas jako pudełko z podziałką w stopniach, zawierające zawieszoną igłę magnetyczną. Natomiast busola to pudełko z igłą magnetyczną i podziałką oraz wyposażone w urządzenie służące do celowania, pomagające w wyznaczeniu azymutu. Może to być np. ruchomy pierścień z muszką i szczerbinką. Czasami w pokrywie busoli umieszczane jest lusterko, które pomaga w jednoczesnym celowaniu i kontrolowaniu wskazań igły magnetycznej.

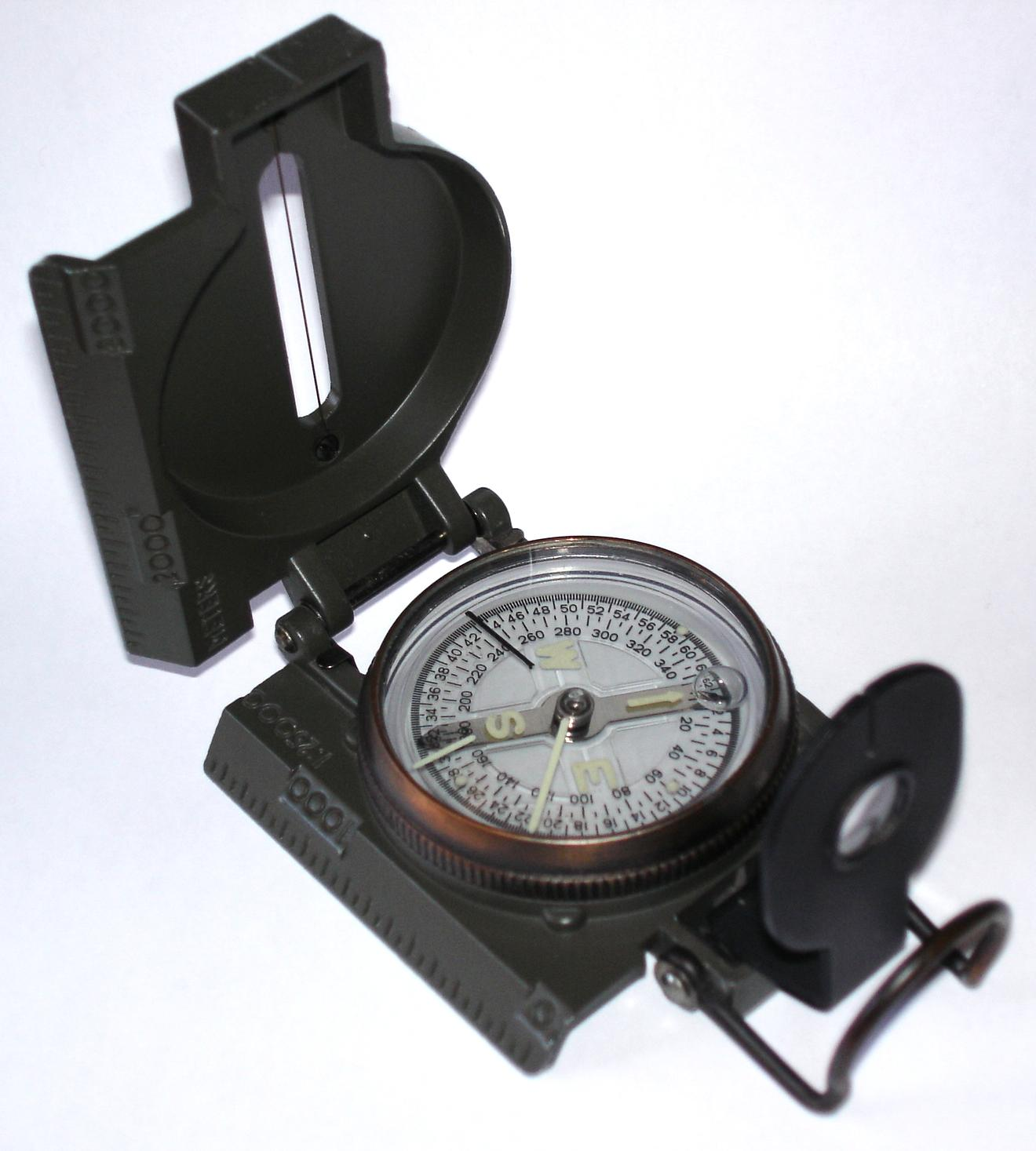
Busola
Busola z lusterkiem
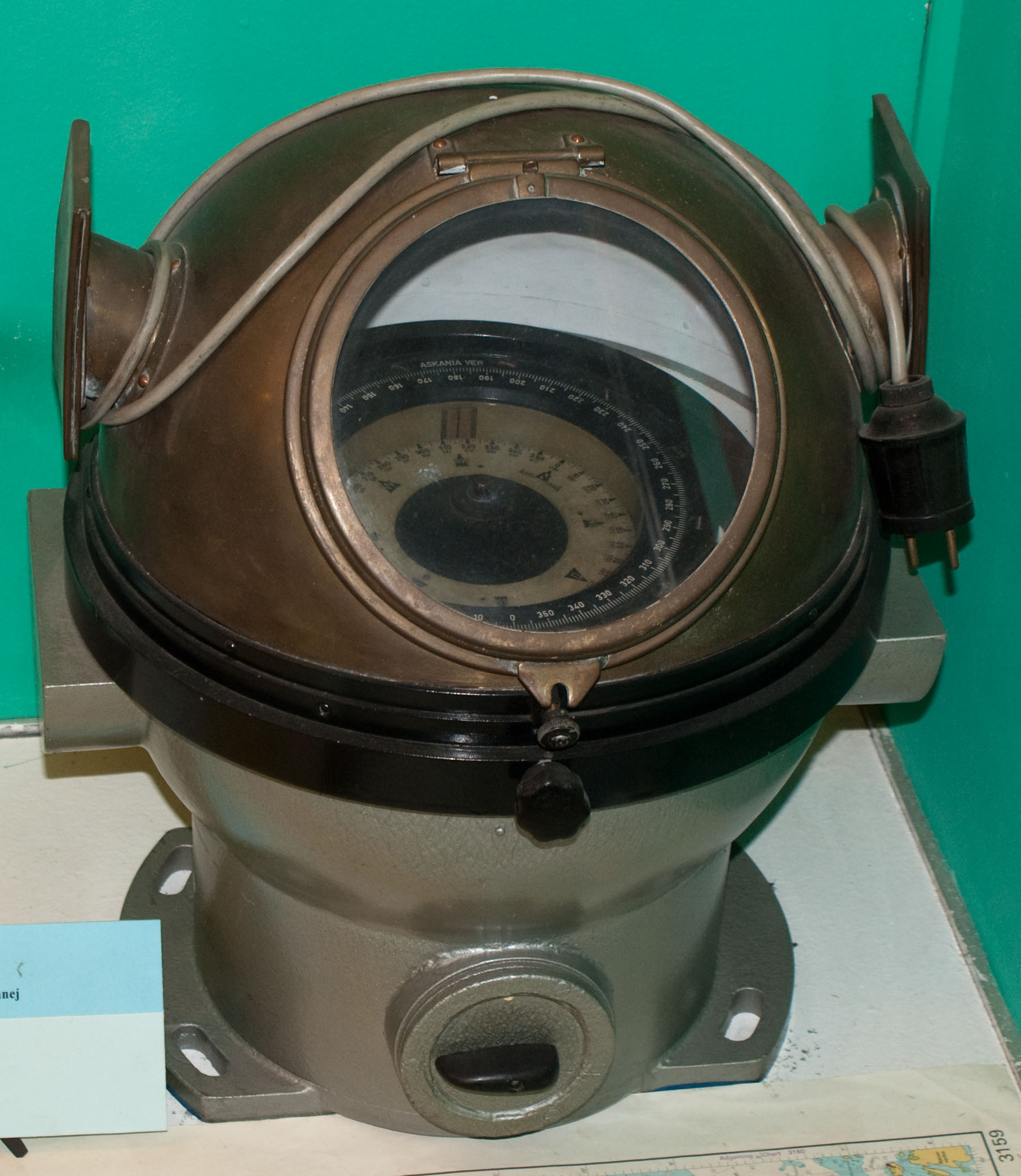
Morska busola pulpitowa